# Hugo Zuhr
Hugo Gunnar Zuhr, född den 25 mars 1895 i Forssa, Tammela socken, Tavastehus län, Finland, död den 5 juli 1971 i Stockholm, var en svensk målare, tecknare, grafiker och professor vid Kungliga konsthögskolan.

## Biografi
Efter att Zuhr en period bedrivit handelsstudier i Stockholm ändrade han inriktning och studerade konst vid Wilhelmsons målarskola 1914–1917 och därefter vid Ernst Goldschmidts målarskola i Köpenhamn. Redan under studieåren reste han runt i Lappland och Spetsbergen för att hitta motiv till sina målningar och i slutet på 1910-talet vistades han i Spanien. När Paris konstvärld i början av 1920-talet kom i förgrunden väcktes hans intresse för den franska konsten och vid Maison Watteau blev han elev 1921 till Charles Dufresne och skulptören Charles Despiau. En sommar delade han ateljé med Torsten Palm i Moret-sur-Loing; övriga sommarmånader företog han studieresor till Italien, Spanien, Nordafrika och Sydafrika. Han tilldelades Ester Lindahls stipendium 1932–1934 som delvis användes till en grekisk studieresa 1934. Resan kom att spela en stor roll för hans konstnärskap och följdes av flera Greklandsresor på 1930-talet. En av dem skedde i sällskap med målarkamraten Hilding Linnqvist. Vid andra världskrigets utbrott återknöt han kontakten med Sverige och vistades periodvis i Norrland på längre målarresor. Efter krigsåren återupptog han sitt målarresande till framför allt Grekland och Frankrike. Med de tidigare målningarna från Provence och Spanien stod Zuhr för en egen konststil utan några direkta förebilder men den franska målartraditionen och de spanska miljöernas konst och kultur har haft stor betydelse för hans konstnärskaps. Separat ställde han bland annat ut på bland annat Galerie Modern i Stockholm 1933, Föreningen för nutida konst 1943 och ett flertal gånger på Färg och Form i Stockholm 1936–1966 samt i Gävle, Uppsala, Jönköping, Köpenhamn, Örnsköldsvik, Höganäs, Nässjö, Bengtsfors och Burträsk. Tillsammans med Carl och Harry Anderson ställde han ut på Lunds universitets konstmuseum 1918 och tillsammans med Greta Knutson-Tzara på Göteborgs Konsthall 1943 samt tillsammans med Eric Grate 1945 och med Sven Erixson i Sollefteå. Som medlem i Färg och Form medverkade han i ett flertal av gruppens samlingsutställningar i det egna galleriet och i Göteborg. Han medverkade i Svenska konstnärernas förenings utställning i Stockholm 1917 och i flera av Sveriges allmänna konstförenings utställningar sedan 1917. Han var representerad i flera av Riksförbundet för bildande konsts vandringsutställningar bland annat utställningen XyZ1960, Nordiska konstförbundets utställningar i Köpenhamn, Helsingfors, Rom samt samlingsutställningar i Moskva, London och Paris.
Zuhr var landskapsmålare av klassiskt snitt med starka impulser från det franska måleriet, men utförde även porträtt och folklivsbilder. De tidigaste landskapsskildringarna är i dova jordfärger, senare i ljusa flimrande färgschatteringar målade han enkla och rofyllda landskap, särskilt från Grekland och från Norrland. Han utgav 1952 litografiportföljen Grekland som följdes av grafikportföljen Grekisk sommar 1963 och som illustratör illustrerade han bland annat Willy Kyrklunds Aigaion. Zuhr invaldes 1940 som medlem i Konstakademien och var 1950–1960 professor i måleri vid Kungliga Konsthögskolan. Mellan åren 1956 till 1961 var han ledamot av Stockholms skönhetsråd. Zuhr var medlem i konstnärsgruppen Färg och Form, Grafiska sällskapet och Konstnärsklubben i Stockholm. Han blev riddare av Nordstjärneorden 1951 och tilldelades Prins Eugen-medaljen 1954. Åren 1962–1970 bodde Zuhr i Vik på Österlen. Sitt sista levnadsår var han bosatt i Stockholm.
Zuhr finns representerad vid bland annat Moderna museet, Nationalmuseum i Stockholm, Göteborgs konstmuseum, Kalmar konstmuseum, Prins Eugens Waldemarsudde, Norrköpings Konstmuseum, Gävle museum, Borås konstmuseum, Östersunds museum, Nasjonalgalleriet i Oslo samt Statens Museum for Kunst i Köpenhamn.
Hugo Zuhr var son till industrimannen Axel Zuhr och Ida Rehnström samt gift första gången 1923–1937 med Marga Diedring och andra gången från 1940 med konstnären Ingrid Rydbeck (1905–2001), syster till radiochefen och diplomaten Olof Rydbeck. Familjen Zuhr flyttade från Finland till Stockholm år 1900. Dit hörde även brodern Manne Zuhr. Hugo Zuhr är begravd på Djursholms begravningsplats.